# Detroit Automobile Company
Detroit Automobile Company war ein US-amerikanischer Hersteller von Automobilen.

## Unternehmensgeschichte
William H. Murphy war ein reicher Geschäftsmann aus Detroit in Michigan. Anfang 1899 hatte er die Gelegenheit zu einer Probefahrt mit dem zweiten Prototyp von Henry Ford. Am 24. Juli 1899 gründete er das Unternehmen in der gleichen Stadt. Frank R. Alderman wurde Manager und Henry Ford der Konstrukteur. Ziel war ein umfangreiches Sortiment von Personenkraftwagen. Ford war allerdings noch am Entwickeln. Als erstes entstand ein Lieferwagen. Der Markenname lautete Detroit. Einige Pkw folgten. Im Januar 1901 wurde das Unternehmen offiziell aufgelöst. Insgesamt entstanden etwa 20 Fahrzeuge.
Henry Ford gründete daraufhin die Henry Ford Company. Dort entstanden allerdings nur zwei Rennwagen. Aus diesem Unternehmen wurde später Cadillac.

## Fahrzeuge

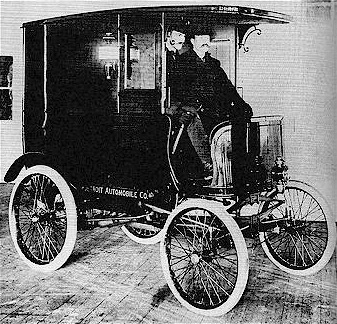
Detroit-Lieferwagen von 1900

Geplant waren Fahrzeuge mit den Aufbauten Trap, Phaeton, Touring Cart, Runabout, Stanhope und Surrey. Entstanden sind Runabouts. Eine Abbildung zeigt auch einen Surrey. Ein Zweizylindermotor war unter dem Sitz montiert und trieb über eine Kette die Hinterachse an.
Vom Lieferwagen gibt es ein Foto.

## Übersicht über Pkw-Marken aus den USA, die mitDetroitbeginnen
| Marke            | Hersteller                         | Vermarktungsbeginn | Vermarktungsende | Ort, Bundesstaat   |
| ---------------- | ---------------------------------- | ------------------ | ---------------- | ------------------ |
| Detroit          | Detroit Automobile Company         | 1899               | 1901             | Detroit, Michigan  |
| Detroit          | Wheeler Manufacturing Company      | 1904               | 1904             | Detroit, Michigan  |
| Detroit          | Detroit Motor Chassis Company      | 1912               | 1912             | Detroit, Michigan  |
| Detroit          | Detroit Motor Wagon Company        | 1912               | 1912             | Detroit, Michigan  |
| Detroit          | Detroit Cyclecar Company           | 1913               | 1914             | Detroit, Michigan  |
| Detroit          | Detroit Chassis Company            | 1915               | 1917             | Detroit, Michigan  |
| Detroit Electric | Detroit Electric Car Company       | 1907               | 1939             | Detroit, Michigan  |
| Detroit Taxicab  | Detroit Taxicab & Transfer Company | 1914               | 1915             | Detroit, Michigan  |
| Detroit-Dearborn | Detroit-Dearborn Motor Car Company | 1909               | 1910             | Dearborn, Michigan |